# Tricimba pubiantennata
Tricimba pubiantennata är en tvåvingeart som beskrevs av Ismay 1993. Tricimba pubiantennata ingår i släktet Tricimba och familjen fritflugor. Inga underarter finns listade i Catalogue of Life.